# 四ヶ所村
四ヶ所村（しかしょむら）は、かつて新潟県西頸城郡にあった村。

## 地理
北西側は日本海に面する。

## 沿革
- 1889年（明治22年）4月1日 - 町村制の施行により、西頸城郡筒石村、徳合村、仙納村および空熊新田の区域をもって、西頸城郡四ヶ所村が発足する。
- 1901年（明治34年）11月1日 - 西頸城郡四ヶ所村および川崎村が合併して、西頸城郡磯部村が発足する。